# Ruth de Souza (basquetebolista)
Ruth Roberta de Souza (Guiratinga, 3 de outubro de 1968 — Três Lagoas, 13 de abril de 2021) foi uma jogadora de basquete brasileira.

## Biografia
Nascida em Guiratinga, estado do Mato Grosso, mudou-se para Três Lagoas, Mato Grosso do Sul aos cinco anos. Descoberta na cidade de Três Lagoas, atuou como pivô. Disputou os Jogos Pan-Americanos de Havana, a Olimpíada de Barcelona e foi campeã mundial com a seleção brasileira em 1994.
No Pan em Havana, recebeu cumprimentos do presidente cubano Fidel Castro após o ouro do Brasil nos jogos.
Após encerrar a carreira no basquete profissional, retornou a Três Lagoas, onde era técnica da equipe de basquete da prefeitura.
Morreu devido a complicações da COVID-19. A morte foi confirmada pela Confederação Brasileira de Basquetebol (CBB) por meio de nota.